# Ґжибово (Поморське воєводство)
Ґжибово (пол. Grzybowo) — село в Польщі, у гміні Косьцежина Косьцерського повіту Поморського воєводства.
Населення — 223 особи (2011).
У 1975—1998 роках село належало до Гданського воєводства.

## Демографія
Демографічна структура станом на 31 березня 2011 року:
|          | Загалом | Допрацездатний вік | Працездатний вік | Постпрацездатний вік |
| -------- | ------- | ------------------ | ---------------- | -------------------- |
| Чоловіки | 120     | 25                 | 83               | 12                   |
| Жінки    | 103     | 18                 | 64               | 21                   |
| Разом    | 223     | 43                 | 147              | 33                   |